# Statue de Don Juan d'Autriche (Messine)
La statue de Don Juan d'Autriche (en italien : statua di don Giovanni d'Austria) est une sculpture monumentale en bronze, originellement dorée, qui représente Juan d'Autriche. Située à Messine, elle est l'œuvre du sculpteur Andrea Calamech, originaire de Carrare et élève de Bartolomeo Ammannati.

## Historique
Elle est érigée sur ordre du Sénat de Messine pour honorer le vainqueur de la bataille de Lépante (7 octobre 1571), et inaugurée en 1572.
Le premier emplacement de la statue se situe entre le palais royal (it) et l'église de la Sainte-Vierge du Pilier. La statue est endommagée une première fois par une canonnade lors de la révolte anti-espagnole de 1674-1678, une seconde fois par un tremblement de terre en 1783, puis une troisième fois lors de la révolution sicilienne de 1848.
La statue est déplacée en 1853 pour faire face à l'église della Santissima Annunziata (it) des Théatins. Après les destructions dues au tremblement de terre de 1908 et le réaménagement de la ville qui s'ensuit, la statue déménage de nouveau en 1928, pour être placée à son emplacement actuel, sur la piazza Catalani,.

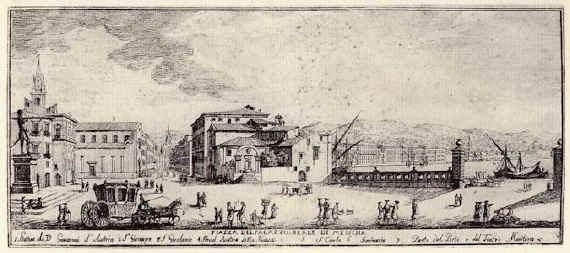
Emplacement primitif de la statue, près du palais royal.

## Description
Don Juan d'Autriche, fils illégitime de Charles Quint, est représenté fidèlement, avec son visage jeune (il était alors âgé de vingt-quatre ans), son armure espagnole complète, son bâton de commandement à trois pointes (en référence à la triple alliance de Philippe II, du pape Pie V et de la république de Venise) dans la main droite, et le pied gauche sur la tête tranchée d'un Turc vaincu, considéré généralement comme étant Ali Pacha Moezzin,.

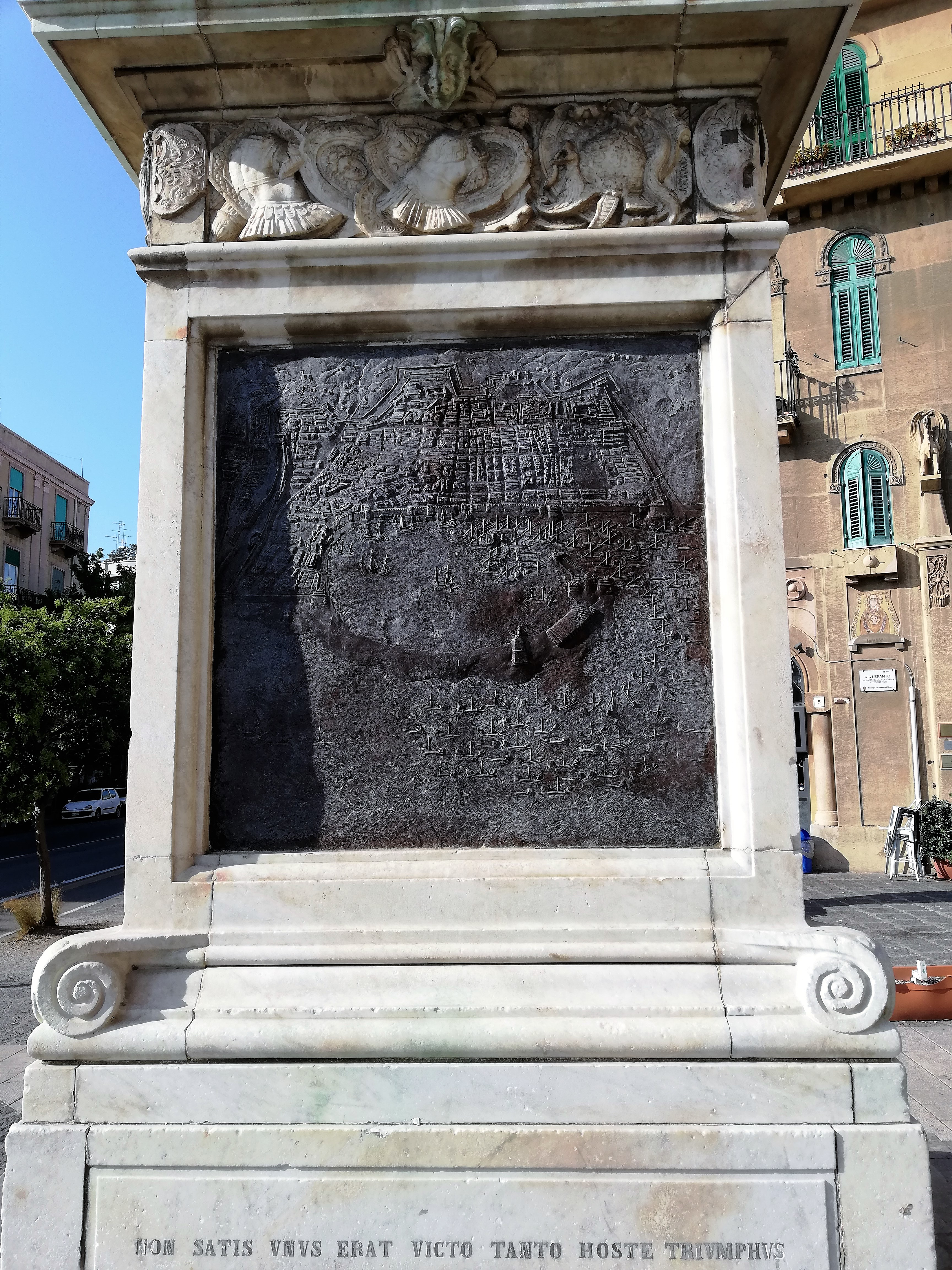
Panneau de bronze du socle.

Dans le socle en marbre qui supporte la statue, on trouve quatre plaques en bronze. Dans la principale, une inscription rappelle la constitution de la ligue contre les Turcs, en mentionnant la date du départ de Messine, la date de la bataille et du retour à la ville, le nombre de navires et les noms des Sénateurs de l'époque. Le bas-relief de gauche représente la disposition de la flotte, avec la Real de Don Juan au centre. Le troisième bas-relief est une représentation de la bataille, avec diverses mêlées entre les navires avec des bateaux turcs déjà en fuite. Dans le dernier tableau en bronze, le retour de la flotte victorieuse à Messine est représenté avec un intéressant plan en perspective de la ville au XVIe siècle.

## Critique
William Stirling-Maxwell l'a qualifiée d'un des « monuments les plus réussis du xvie siècle ».

## Copie
Une copie de la statue est érigée sur la Zieroldsplatz de Ratisbonne, la ville natale de Don Juan, en 1978, pour le 400e anniversaire de sa mort.

## Galerie

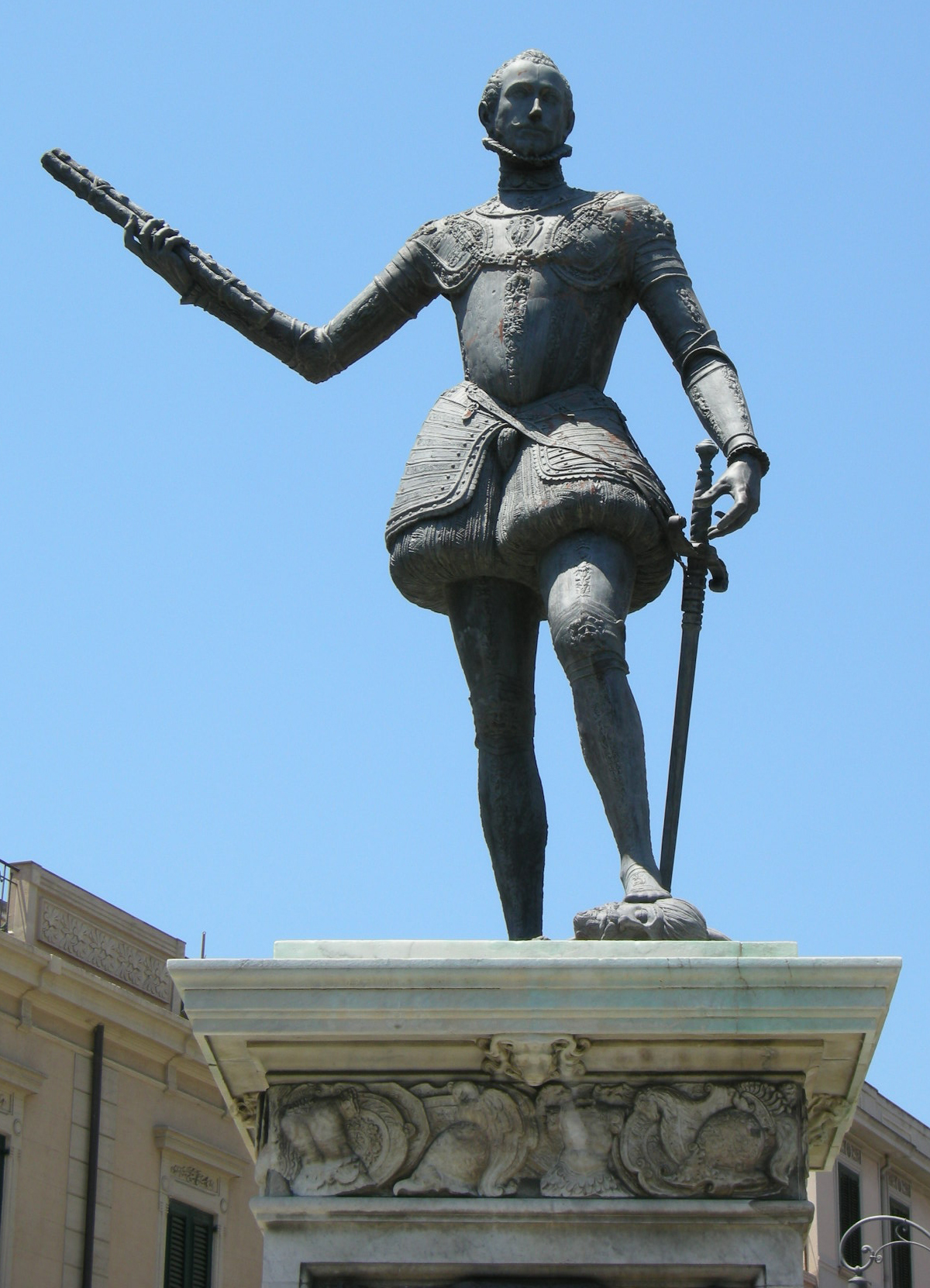
La statue
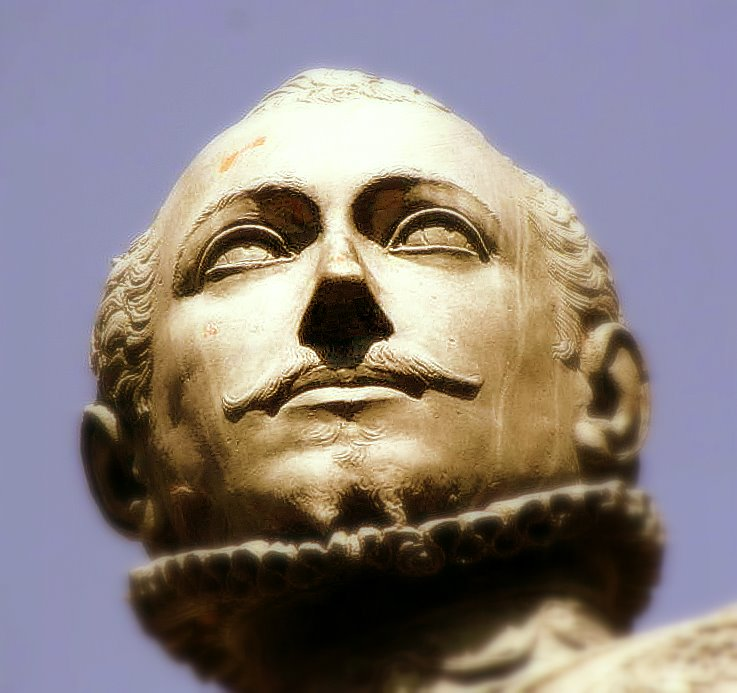
Détail de la tête
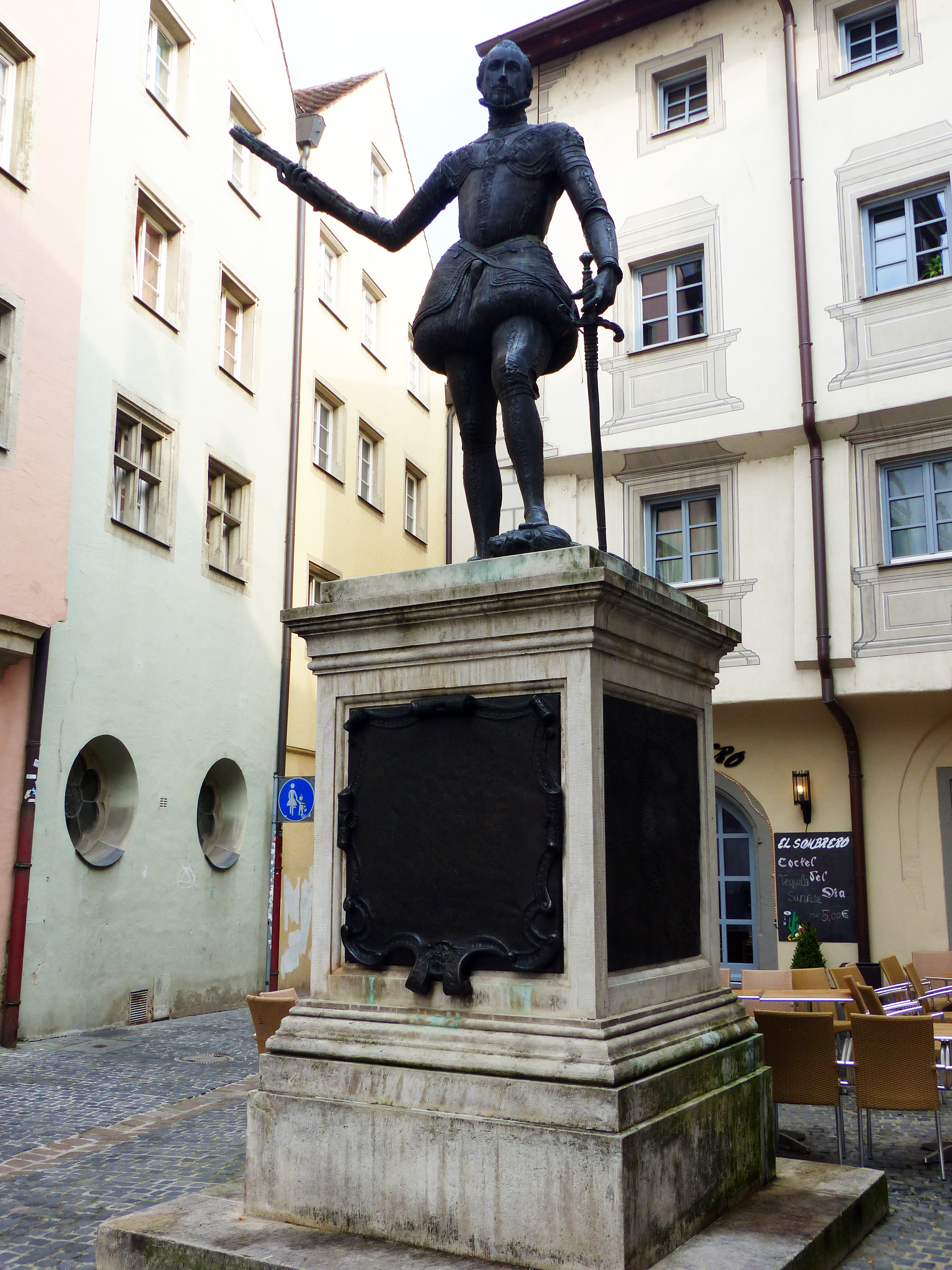
Copie à Ratisbonne
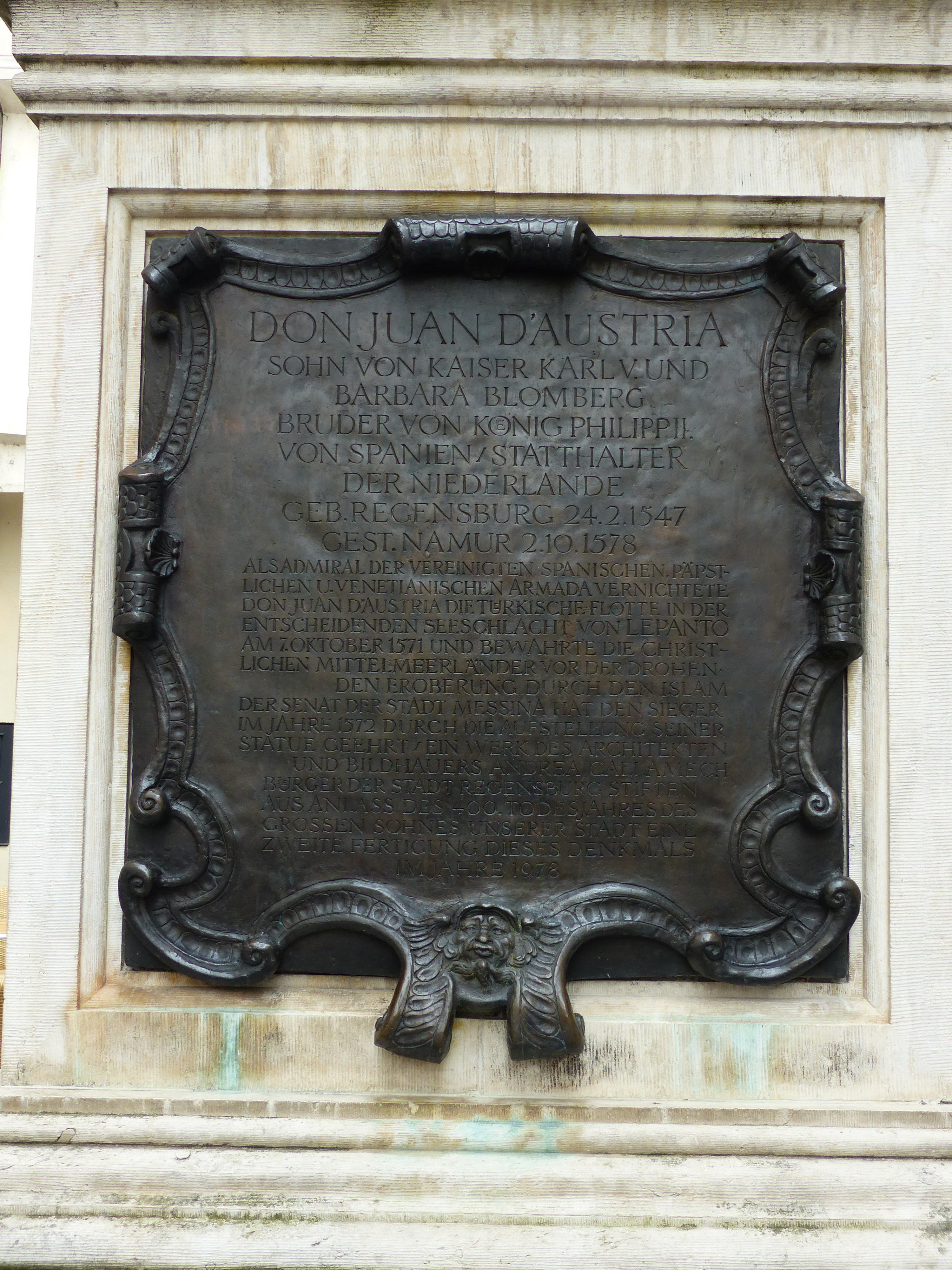
Inscription sur le piédestal de la copie de Ratisbonne.